# Dibutylether
Dibutylether je organická sloučenina patřící mezi ethery; za standardních podmínek se jedná o bezbarvou, těkavou a hořlavou, kapalinu, vyznačující se etherovým zápachem.
Tato látka má menší hustotu než voda, ale její páry mají hustotu větší než vzduch. Není rozpustná ve vodě, ale rozpouští se v řadě organických rozpouštědel, jako je například aceton. Z těchto důvodů se dibutylether používá jako rozpouštědlo při mnohých chemických reakcích; například fenyllithium je dodáváno jako roztok v dibutyletheru, o koncentraci přibližně 1,8 mol/dm3.
Dibutylether může vytvářet peroxidy, takže by měl být skladován za nízkých teplot a bez přístupu světla a vzduchu.

## Příprava a výroba
Dibutylether lze připravit dehydratací butan-1-olu kyselinou sírovou:
2 C4H9OH → C8H18O + H2O
Průmyslová výroba dibutyletheru se provádí dehydratací butan-1-olu na oxidu hlinitém při 300 °C.[zdroj?]

## Reakce
Dibutylether je odolný vůči oxidacím, redukcím a zásadám. Silné kyseliny, například jodovodíková a chlorovodíková, jej štěpí. Za přítomnosti kyslíku vytváří peroxid či hydrogenperoxid.

## Použití
- Rozpouštědlo při Grignardových reakcích
- Rozpouštědlo tuků, olejů, organických kyselin, alkaloidů a přírodních i umělých pryskyřic
- Výroba pesticidů (například cyhexatinu)